# Mateusz Hołownia
Mateusz Hołownia (ur. 6 maja 1998 w Białej Podlaskiej) – polski piłkarz grający na pozycji obrońcy.

## Kariera
Pierwsze kroki Mateusz Hołownia stawiał w Niwie Łomazy oraz TOP 54 Biała Podlaska. Z tego drugiego klubu 1 lipca 2011 roku trafił do Legii Warszawa. W sezonie 2014/2015, 9 lipca, miał miejsce jego debiut w pierwszej drużynie Legii przeciwko Zawiszy Bydgoszcz w Superpucharze Polski, gdzie wszedł na boisko w 89 minucie zmieniając Bartosza Bereszyńskiego. W 2017 roku piłkarz został wypożyczony do klubu Ruch Chorzów, a następnie po powrocie z wypożyczenia w 2019 roku – do Śląska Wrocław. Rundę wiosenną piłkarz spędził na wypożyczeniu z warszawskiego klubu do Wisły Kraków. 
W 2021 roku Hołownia otrzymał szansę od trenera Czesława Michniewicza i zagrał w 5 meczach rundy wiosennej jako środkowy obrońca. Zdobył również pierwsze mistrzostwo Polski z Legią Warszawa. 30 czerwca 2022 roku wygasł jego kontrakt z warszawskim klubem, a w lipcu tegoż roku związał się z tureckim Bandırmasporem na dwa lata. 30 lipca 2024 podpisał roczny kontrakt z GKS Tychy.

## Reprezentacja
Mateusz Hołownia występował w młodzieżowej reprezentacji Polski w kadrach od U-15 do U-20.
W kadrze U–16 Hołownia wystąpił w 8 spotkaniach, strzelając przy tym 3 gole. W 2016 roku, w wieku 17 lat, zadebiutował w kadrze U-19 w meczu z Irlandią Północną. Pod wodzą trenera Rafała Janasa udało mu się rozegrać 13 spotkań i zdobyć 1 bramkę. 31 sierpnia 2017 roku Hołownia zadebiutował w kadrze U-20 w meczu ze Szwajcarią mając 19 lat. Ostatecznie w kadrze U-20 rozegrał 7 meczów.

## Statystyki

### Klubowe
Stan na 30 kwietnia 2021.
| Klub                 | Sezon              | Liga               | Liga | Liga | Puchar | Puchar | Europejskie puchary | Europejskie puchary | Inne | Inne | Łącznie | Łącznie |
| Klub                 | Sezon              | Poziom             | Wyst | Gole | Wyst   | Gole   | Wyst                | Gole                | Wyst | Gole | Wyst    | Gole    |
| -------------------- | ------------------ | ------------------ | ---- | ---- | ------ | ------ | ------------------- | ------------------- | ---- | ---- | ------- | ------- |
| Legia Warszawa       | 2014/15            | Ekstraklasa        | 0    | 0    | 0      | 0      | 0                   | 0                   | 1    | 0    | 1       | 0       |
| Ruch Chorzów (wyp.)  | 2017/18            | I liga             | 29   | 3    | 0      | 0      | 0                   | 0                   | 0    | 0    | 29      | 3       |
| Legia Warszawa       | 2018/19            | Ekstraklasa        | 3    | 0    | 1      | 0      | 1                   | 0                   | 0    | 0    | 5       | 0       |
| Śląsk Wrocław (wyp.) | 2018/19            | Ekstraklasa        | 8    | 0    | 0      | 0      | 0                   | 0                   | 0    | 0    | 0       | 0       |
| Śląsk Wrocław (wyp.) | 2019/20            | Ekstraklasa        | 5    | 0    | 1      | 0      | 0                   | 0                   | 0    | 0    | 6       | 0       |
| Wisła Kraków (wyp.)  | 2019/20            | Ekstraklasa        | 9    | 0    | 0      | 0      | 0                   | 0                   | 0    | 0    | 9       | 0       |
| Legia Warszawa       | 2020/21            | Ekstraklasa        | 6    | 0    | 2      | 0      | 0                   | 0                   | 0    | 0    | 8       | 0       |
| Ogólnie w karierze   | Ogólnie w karierze | Ogólnie w karierze | 60   | 3    | 4      | 0      | 1                   | 0                   | 1    | 0    | 66      | 3       |

### Reprezentacyjne
stan na 20 marca 2020.
| Reprezentacja      | Lata               | Mecze | Bramki |
| ------------------ | ------------------ | ----- | ------ |
| Polska U-15        |                    | 1     | 0      |
| Polska U-16        |                    | 8     | 3      |
| Polska U-17        | 2014-2015          | 4     | 0      |
| Polska U-18        | 2015               | 2     | 0      |
| Polska U-19        | 2015-2017          | 13    | 1      |
| Polska U-20        | 2017-2018          | 7     | 0      |
| Ogólnie w karierze | Ogólnie w karierze | 35    | 4      |

## Sukcesy

### Klubowe

#### Legia Warszawa
- Mistrzostwo Polski 2020/2021[9]